# Aleksandretta różana
Aleksandretta różana, aleksandretta różowopierśna, aleksandretta wąsata (Psittacula alexandri) – gatunek średniej wielkości ptaka z rodziny papug wschodnich (Psittaculidae). Występuje od północnych Indii przez Indochiny po południowe Borneo i Jawę.

## Podgatunki i występowanie
Wyróżnia się 8 podgatunków P. alexandri:
- P. a. fasciata (Statius Müller, 1776) – północne Indie na wschód przez Nepal, Bhutan, wschodni Bangladesz, Mjanmę, Tajlandię i Indochiny aż po południowe Chiny i wyspę Hajnan.
- P. a. abbotti (Oberholser, 1919) – wyspy Andamany.
- P. a. cala (Oberholser, 1912) – wyspa Simeulue (na północny zachód od Sumatry).
- P. a. major (Richmond, 1902) – wysepki Pulau Lasia i Pulau Babi (na południowy wschód od Simeulue).
- P. a. perionca (Oberholser, 1912) – wyspa Nias (na zachód od Sumatry).
- P. a. alexandri (Linnaeus, 1758) – Jawa, Bali, południowy kraniec Borneo.
- P. a. dammermani Chasen & Kloss, 1932 – Wyspy Karimunjawa (na północ od środkowej Jawy).
- P. a. kangeanensis Hoogerwerf, 1962 – Wyspy Kangean (na północny wschód od Jawy).

## Charakterystyka

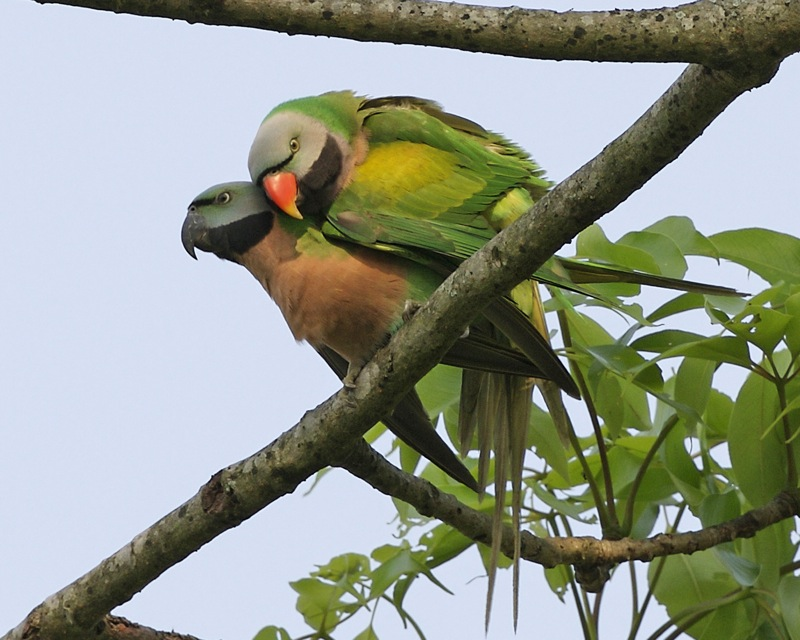
Para aleksandrett różanych

Papugi te mają krótki ogon, zielony grzbiet i skrzydła, a głowa jest niebiesko-szara. Na wysokości dzioba pomiędzy oczami występuje charakterystyczny czarny pasek, przypominający wąsy. Samiec ma dziób czerwony, a samica czarny. Górna część piersi jest różowa, a spód ciała jest niebiesko-zielony.
Długość 33–38 cm; masa ciała 133–168 g.
Papugi te są stosunkowo ciche i niepłochliwe.

## Rozród
Aleksandretty różane osiągają dojrzałość płciową w wieku 3 lat. Samica znosi ok. 3–4 jaj i wysiaduje je około 3–4 tygodnie.

## Status i zagrożenia
Od 2013 roku IUCN (Międzynarodowa Unia Ochrony Przyrody) klasyfikuje aleksandrettę różaną jako gatunek bliski zagrożenia (NT – near threatened); wcześniej miała ona status gatunku najmniejszej troski (LC – least concern). Trend liczebności populacji jest spadkowy. Zagrożeniem jest dla niej chwytanie przez ludzi do niewoli, płoszenie i utrata siedlisk.